# Andrés Matonte
Andrés Matías Matonte Cabrera (Montevidéu, 30 de março de 1988) é um árbitro internacional de futebol uruguaio, que também se desempenha como professor de educação física.

## Trajetória
Depois de iniciar sua formação com 20 anos em 2008, em 2017 debutou no Campeonato Uruguaio de Futebol, no empate 0-0 entre Fénix e River Plate.
Desde 2019 é árbitro internacional FIFA, tem atuado em torneios como os Sul-americanos Sub-15 e Sub-17 de 2019, o Pré-olímpico Conmebol 2020, a Copa Árabe da FIFA 2021, e as Eliminatórias Sul-americanas rumo ao Catar 2022.
Graças a seu desempenho, Matonte foi eleito dentro do painel de árbitros centrais da Campeonato Mundial de Futebol FIFA de 2022.